# Camarès
Camarès (okcitansko Lo Pont (de Camarés)) je naselje in občina v južnem francoskem departmaju Aveyron regije Jug-Pireneji. Leta 1999 je naselje imelo 1.008 prebivalcev.

## Geografija
Kraj leži v pokrajini Rouergue ob reki Dourdou de Camarès znotraj regijskega naravnega parka Grands Causses, 55 km jugozahodno od Millaua.

## Uprava
Camarès je sedež istoimenskega kantona, v katerega so poleg njegove vključene še občine Arnac-sur-Dourdou, Brusque, Fayet, Gissac, Mélagues, Montagnol, Peux-et-Couffouleux, Sylvanès in Tauriac-de-Camarès z 2.323 prebivalci.
Kanton Camarès je sestavni del okrožja Millau.

## Zanimivosti
- stari most na reki Dourdou iz 11. stoletja, po katerem je bil kraj prvotno imenovan - Pont de Camarès, sicer prvikrat omenjen že leta 883,
- neogotska cerkev iz leta 1869,
- Chapelle de Saint-Pierre d’Issis,
- muzej Pappaggui, muzej avtomobilov.